# Leptodactylodon blanci
Leptodactylodon blanci là một loài ếch thuộc họ Astylosternidae.
Đây là loài đặc hữu của Gabon.
Môi trường sống tự nhiên của chúng là rừng ẩm vùng đất thấp nhiệt đới hoặc cận nhiệt đới và sông ngòi.
Chúng hiện đang bị đe dọa vì mất môi trường sống.